# Bash
Bash (acronimo per Bourne Again SHell) è una shell sviluppata nell'ambito del progetto GNU come alternativa libera di Bourne shell. Il nome è un calembour poiché Bourne again (un'altra Bourne [shell]) è omofono a born again (rinascita).
Distribuita sotto licenza GNU GPL la shell è presente in diversi sistemi operativi Unix-like quali GNU/Linux, FreeBSD, NetBSD, macOS, Solaris e MINIX. È inoltre disponibile su Windows 10 e Windows 11 tramite Windows Subsystem for Linux. In macOS bash era la shell di default fino a macOS Mojave, mentre da macOS Catalina è stata sostituita da zsh.

## Descrizione

### Caratteristiche
Tecnicamente bash è un clone evoluto della shell standard di Unix (/bin/sh). Altre shell alternative a bash e piuttosto diffuse sono la Korn shell, la C shell, Zsh e tcsh.
Si tratta di un interprete di comandi che permette all'utente di comunicare col sistema operativo attraverso una serie di funzioni predefinite, o di eseguire programmi e script.
Bash è in grado di eseguire i comandi che le vengono passati, utilizzando la redirezione dell'input e dell'output per eseguire più programmi in cascata in una pipeline software, passando l'output del comando precedente come input del comando successivo.
Oltre a questo, essa mette a disposizione un semplice linguaggio di scripting nativo che permette di svolgere compiti più complessi, non solo raccogliendo in uno script una serie di comandi, ma anche utilizzando variabili, funzioni e strutture di controllo di flusso.

### Bash e lo standard POSIX
Il comportamento predefinito di bash diverge da quello dello standard POSIX, ma esso si può ottenere in quattro modi:
- specificando l'opzione "--posix" all'avvio, ad esempio con "bash --posix";
- invocandola con il nome "sh", come è il caso in molti sistemi GNU/Linux in cui "/bin/sh" è un collegamento simbolico a "/bin/bash";
- avviandola dopo aver impostato la variabile d'ambiente POSIXLY_CORRECT[3] con un valore qualsiasi;
- eseguendo in essa il comando interno "set -o posix"[4].

### File letti all'avvio
Alla partenza, bash tenta di caricare automaticamente una serie di file:
- se si tratta di una shell di login, bash tenta di caricare:
  1. il file "/etc/profile"
  2. solo il primo tra i file ".bash_profile", ".bash_login" e ".profile" collocati nella home directory dell'utente e che risulti essere disponibile;
  3. il file ".bashrc" collocato nella home directory dell'utente;

All'uscita di una shell interattiva di login, bash carica il file .bash_logout collocato nella home dell'utente (se disponibile).
- se si tratta di una shell interattiva non di login, bash tenta di caricare il solo file ".bashrc" collocato nella home directory dell'utente;

L'utente può modificare i file nella propria home directory per personalizzare il proprio ambiente di lavoro.
Quando bash è avviata non interattivamente (ad esempio per eseguire uno script di shell) essa controlla se esiste la variabile d'ambiente BASH_ENV o ENV ed in caso positivo carica il file specificato dal valore della variabile (se bash è avviata in modalità POSIX controlla solo ENV). Procede quindi ad eseguire il resto (script o altro).

## Esempi esplicativi
Il seguente script permette di creare un archivio in "/tmp/my-backup.tar.gz" contenente l'intera propria cartella personale (tenendo conto che "~" rappresenta "/home/proprionomeutente"):
```
#!/bin/bash          

tar
 
-vzcf
 
/tmp/home.tgz
 
~

```

Un altro esempio per i sistemi basati su Debian è quello di poter aggiornare e pulire il sistema con il seguente script:
```
#!/bin/bash          

sudo
 
apt-get
 
update
sudo
 
apt-get
 
upgrade
sudo
 
apt-get
 
dist-upgrade
sudo
 
apt-get
 
autoclean
sudo
 
apt-get
 
clean

```

Creando in una delle directory elencate dalla variabile d'ambiente $PATH un file con il contenuto sopra esposto ed assegnandoli i permessi di esecuzione si può ottenere una comoda e semplice utility che può essere usata esattamente come qualunque altro file eseguibile.

### Strutture condizionali
Confronta se i file "file_a" e "file_b" sono identici tramite il comando cmp (effettuando la redirezione dello standard output e dello standard error a /dev/null in modo da nascondere i suoi messaggi), e scrive a video il risultato:
```
#!/bin/bash

if
 
cmp
 
file_a
 
file_b
  
&
>/dev/null
;
 
then
 

   
echo
 
"I File a e b sono identici."

else
 

   
echo
 
"I File a e b sono diversi."

fi

```

Controlla se il file "prova.txt" esiste e scrive un messaggio al riguardo:
```
#!/bin/bash

if
 
[
 
-f
 
prova.txt
 
]
;
 
then
 

    
echo
 
"Il file prova.txt esiste."

else
 

    
echo
 
"Il file prova.txt non esiste o non è un file"

fi

```

Chiede una riga in input e mostra un messaggio in base al contenuto:
```
#!/bin/bash

echo
 
"Scrivi qualcosa e premi Invio:"

read
 
linea

case
 
"
$linea
"
 
in

    
uno
)

        
echo
 
"Hai digitato 'uno'"

        
;;

    
due
|
tre
)
 

        
echo
 
"Hai digitato 'due' oppure 'tre'"

        
;;
 

    
q*
)

        
echo
 
"Hai digitato qualcosa che inizia con 'q'"

        
;;

    
*
)

        
echo
 
"Hai digitato qualcosa che non conosco"

        
;;
      

esac

```